# 2285 Ron Helin
A 2285 Ron Helin (ideiglenes jelöléssel 1976 QB) a Naprendszer kisbolygóövében található aszteroida. Schelte J. Bus fedezte fel 1976. augusztus 27-én.